# Melizzano
Melizzano ist eine italienische Gemeinde (comune) mit 1691 Einwohnern (Stand 31. Dezember 2023) in der Provinz Benevento in Kampanien. Die Gemeinde liegt etwa 27 Kilometer westlich von Benevent und etwa 20 Kilometer nordöstlich von Caserta und grenzt unmittelbar an die Provinz Caserta. Der Calore Irpino begrenzt die Gemeinde im Norden und der Volturno im Westen.

## Geschichte
Die Gemeinde ist identisch mit dem antiken Melae, eine Siedlung, die schon zu der Zeit des zweiten Punischen Kriegs (216 vor Christus) bestand und abhängig war von der römischen Siedlung Telesia.
Seit 1861 ist die Gemeinde Teil der Provinz Benevento.

## Verkehr
Durch die Gemeinde führt die frühere Strada Statale 265 dei Ponti della Valle (heute eine Provinzstraße) von Amorosi nach Giugliano in Campania.